# هازو، آیچی
هازو، آیچی (به لاتین: Hazu, Aichi) یک منطقهٔ مسکونی در ژاپن است که در ناحیه چوبو واقع شده‌است. هازو ۱۲٬۳۵۱ نفر جمعیت دارد.